# Груздь водянистозоновый
Груздь водянистозоновый (лат. Lactarius aquizonatus) — вид съедобных пластинчатых грибов рода Млечник (Lactarius).

## Описание
Шляпка 3–12 см в диаметре, мясистая, выпуклая с завёрнутыми краями вниз.
Ножка 2–8 см в высоту и 1–3 см в толщину, у старых экземпляров полая.
Мякоть белая, плотная, со специфическим запахом. Выделяет едкий млечный сок.
Пластинки частые, белого цвета, тонкие. Споровой порошок белого цвета. Споры 6,1–8,4 × 4,1 мкм.

## Экология и распространение
Предпочитает влажные места. Встречается на торфяных почвах в лиственных лесах Евразии. Растут группами.
Сезон плодоношения: июль–октябрь

## Съедобность
Перед засолкой требует длительного отмачивания (до 2–3 суток с неоднократной сменой воды) для удаления жгучего млечного сока.
Относится к грибам 4 категории.